# Sofia di Sassonia-Coburgo-Saalfeld
Sofia di Sassonia-Coburgo-Saalfeld (nome completo Sophie Friederike Karoline Luise Prinzessin von Sachsen-Coburg-Saalfeld) (Coburgo, 16 agosto 1778 – Tuschimitz, 9 luglio 1835) fu un membro del casato dei Wettin: nata principessa di Sassonia-Coburgo-Saalfed, divenne contessa di Mensdorff-Pouilly per matrimonio.

## Biografia

### Infanzia

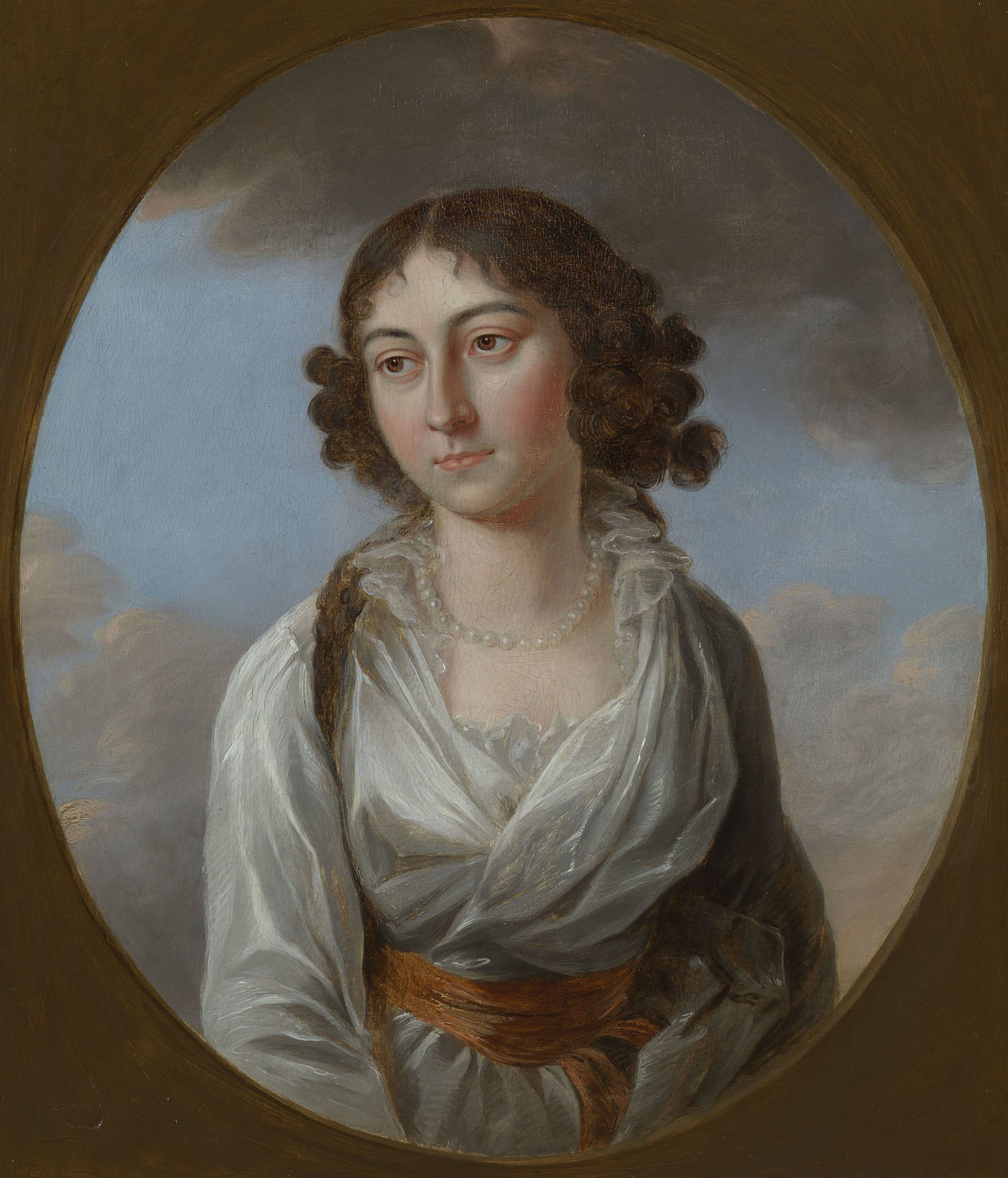
Sofia di Sassonia-Coburgo-Saalfeld in un ritratto giovanile.

Sofia era la primogenita dei dieci figli del duca Francesco Federico di Sassonia-Coburgo-Saalfeld, e della sua seconda moglie la principessa Augusta di Reuss-Ebersdorf.

Fu sorella maggiore del re Leopoldo I del Belgio e zia sia della regina Vittoria del Regno Unito che del marito di lei, il principe consorte Alberto di Sassonia-Coburgo-Gotha.

### Matrimonio

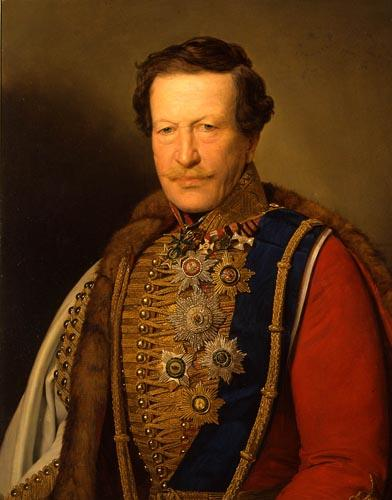
Emanuele di Mensdorff-Pouilly ritratto da Ferdinand Georg Waldmüller

Sofia aveva un rapporto particolarmente stretto con sua sorella Antonietta ed entrambe frequentavano spesso lo Schloss Fantaisie, un santuario di emigranti francesi. Fu lì che incontrò il suo futuro marito, il conte Emanuele di Mensdorff-Pouilly, figlio di Alberto Luigi di Pouilly (1731-1795) e di Maria Antonietta di Custine (1746-1800). La coppia si sposò il 23 febbraio del 1804, nella città di Coburgo. 
Nel 1806 suo marito si trovava a Saalfeld, una residenza secondaria della corte di Coburgo. Pertanto, è stato possibile per lui aver partecipato alla battaglia di Saalfeld, dove recuperò le spoglie del principe Luigi Ferdinando di Prussia dal campo di battaglia e ha protetto la residenza del padre e della famiglia di Sofia contro l'arroganza delle truppe francesi.
Dal 1824 al 1834 visse a Magonza, dove suo marito era un comandante della fortezza federale; qui veniva generalmente chiamata "Principessa". Era attiva come scrittrice e nel 1830 pubblicò la sua romantica raccolta di fiabe, Mährchen und Erzählungen.

### Morte

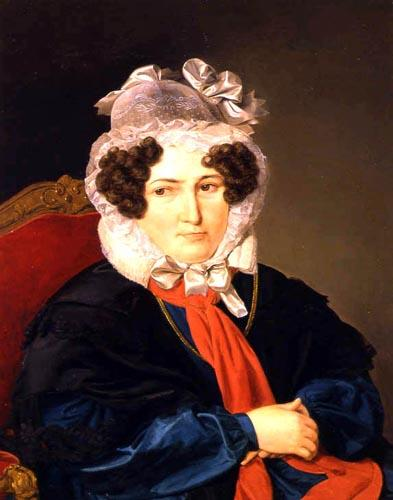
La contessa Sofia di Sassonia-Coburgo-Saalfeld in tarda età

Morì il 9 luglio 1835 a Tuschimitz. Fu sepolta nel parco di Schloss Preitenstein, la residenza della famiglia Mensdorff-Pouilly.

## Discendenza
Sofia e Emanuele di Mensdorff-Pouilly ebbero i seguenti figli:
- Ugo Ferdinando di Mensdorff-Pouilly (1806–1847)
- Alfonso, Conte di Mensdorff-Pouilly (1810–1894); sposò in prime nozze la contessa Teresa Rosa Francesca von Dietrichstein-Proskau und Leslie e alla morte di questa si risposò con la contessa Maria Teresa von Lamberg;
- Alfredo Carlo di Mensdorff-Pouilly (1812–1814)
- Alessandro di Mensdorff-Pouilly (1813–1871), generale e primo ministro dell'Impero austriaco, sposò Alessandrina von Dietrichstein-Nicholsburg;
- Leopoldo Emanuele di Mensdorff-Pouilly (1815–1832)
- Arturo Augusto di Mensdorff-Pouilly (1817–1904), sposò in prime nozze Magdalena Kremzow e alla morte di questa si risposò con la contessa Bianca von Wickenburg.

## Ascendenza
|                                                 |                                 |                                             | Genitori                                      |  |  | Nonni |  |  | Bisnonni                                      |  |  | Trisnonni                                     |  |
|                                                 |                                 |                                             |                                               |  |  |       |  |  | Francesco Giosea di Sassonia-Coburgo-Saalfeld |  |  | Giovanni Ernesto di Sassonia-Coburgo-Saalfeld |  |
|                                                 |                                 |                                             |                                               |  |  |       |  |  | Francesco Giosea di Sassonia-Coburgo-Saalfeld |  |  | Giovanni Ernesto di Sassonia-Coburgo-Saalfeld |  |
|                                                 |                                 | Carlotta Giovanna di Waldeck-Wildungen      |                                               |  |  |       |  |  | Francesco Giosea di Sassonia-Coburgo-Saalfeld |  |  |                                               |  |
| Ernesto Federico di Sassonia-Coburgo-Saalfeld   |                                 |                                             |                                               |  |  |       |  |  | Francesco Giosea di Sassonia-Coburgo-Saalfeld |  |  |                                               |  |
|                                                 |                                 | Anna Sofia di Schwarzburg-Rudolstadt        | Luigi Federico I di Schwarzburg-Rudolstadt    |  |  |       |  |  |                                               |  |  |                                               |  |
|                                                 |                                 | Anna Sofia di Schwarzburg-Rudolstadt        | Luigi Federico I di Schwarzburg-Rudolstadt    |  |  |       |  |  |                                               |  |  |                                               |  |
|                                                 |                                 | Anna Sofia di Schwarzburg-Rudolstadt        | Anna Sofia di Sassonia-Gotha-Altenburg        |  |  |       |  |  |                                               |  |  |                                               |  |
| Francesco Federico di Sassonia-Coburgo-Saalfeld |                                 | Anna Sofia di Schwarzburg-Rudolstadt        |                                               |  |  |       |  |  |                                               |  |  |                                               |  |
|                                                 |                                 | Ferdinando Alberto II di Brunswick-Lüneburg | Ferdinando Alberto I di Brunswick-Lüneburg    |  |  |       |  |  |                                               |  |  |                                               |  |
|                                                 |                                 | Ferdinando Alberto II di Brunswick-Lüneburg | Ferdinando Alberto I di Brunswick-Lüneburg    |  |  |       |  |  |                                               |  |  |                                               |  |
|                                                 |                                 | Ferdinando Alberto II di Brunswick-Lüneburg | Cristina d'Assia-Eschwege                     |  |  |       |  |  |                                               |  |  |                                               |  |
| Sofia Antonia di Brunswick-Wolfenbüttel         |                                 | Ferdinando Alberto II di Brunswick-Lüneburg |                                               |  |  |       |  |  |                                               |  |  |                                               |  |
|                                                 |                                 | Antonietta Amalia di Brunswick-Wolfenbüttel | Luigi Rodolfo di Brunswick-Lüneburg           |  |  |       |  |  |                                               |  |  |                                               |  |
|                                                 |                                 | Antonietta Amalia di Brunswick-Wolfenbüttel | Luigi Rodolfo di Brunswick-Lüneburg           |  |  |       |  |  |                                               |  |  |                                               |  |
|                                                 |                                 | Antonietta Amalia di Brunswick-Wolfenbüttel | Cristina Luisa di Oettingen-Oettingen         |  |  |       |  |  |                                               |  |  |                                               |  |
| Sofia di Sassonia-Coburgo-Saalfeld              |                                 | Antonietta Amalia di Brunswick-Wolfenbüttel |                                               |  |  |       |  |  |                                               |  |  |                                               |  |
|                                                 | Enrico XXIII di Reuss-Ebersdorf | Enrico X di Reuss-Lobenstein                |                                               |  |  |       |  |  |                                               |  |  |                                               |  |
|                                                 | Enrico XXIII di Reuss-Ebersdorf | Enrico X di Reuss-Lobenstein                |                                               |  |  |       |  |  |                                               |  |  |                                               |  |
|                                                 | Enrico XXIII di Reuss-Ebersdorf | Erdmuthe Benigna di Solms-Laubach           |                                               |  |  |       |  |  |                                               |  |  |                                               |  |
| Enrico XXIV di Reuss-Ebersdorf                  | Enrico XXIII di Reuss-Ebersdorf |                                             |                                               |  |  |       |  |  |                                               |  |  |                                               |  |
|                                                 |                                 | Sofia Teodora di Castell-Remlingen          | Wolfgang Dietrich di Castell-Castell          |  |  |       |  |  |                                               |  |  |                                               |  |
|                                                 |                                 | Sofia Teodora di Castell-Remlingen          | Wolfgang Dietrich di Castell-Castell          |  |  |       |  |  |                                               |  |  |                                               |  |
|                                                 |                                 | Sofia Teodora di Castell-Remlingen          | Dorotea Renata di Sinzendorf                  |  |  |       |  |  |                                               |  |  |                                               |  |
| Augusta di Reuss-Ebersdorf                      |                                 | Sofia Teodora di Castell-Remlingen          |                                               |  |  |       |  |  |                                               |  |  |                                               |  |
|                                                 |                                 | Giorgio Augusto di Erbach-Schönberg         | Giorgio Alberto II di Erbach-Fürstenau        |  |  |       |  |  |                                               |  |  |                                               |  |
|                                                 |                                 | Giorgio Augusto di Erbach-Schönberg         | Giorgio Alberto II di Erbach-Fürstenau        |  |  |       |  |  |                                               |  |  |                                               |  |
|                                                 |                                 | Giorgio Augusto di Erbach-Schönberg         | Anna Dorotea Cristina di Hohenlohe-Waldenburg |  |  |       |  |  |                                               |  |  |                                               |  |
| Carolina Ernestina di Erbach-Schönberg          |                                 | Giorgio Augusto di Erbach-Schönberg         |                                               |  |  |       |  |  |                                               |  |  |                                               |  |
|                                                 |                                 | Ferdinanda Enrichetta di Stolberg-Gedern    | Ludovico Cristiano di Stolberg-Gedern         |  |  |       |  |  |                                               |  |  |                                               |  |
|                                                 |                                 | Ferdinanda Enrichetta di Stolberg-Gedern    | Ludovico Cristiano di Stolberg-Gedern         |  |  |       |  |  |                                               |  |  |                                               |  |
|                                                 |                                 | Ferdinanda Enrichetta di Stolberg-Gedern    | Cristina di Meclemburgo-Güstrow               |  |  |       |  |  |                                               |  |  |                                               |  |
|                                                 |                                 | Ferdinanda Enrichetta di Stolberg-Gedern    |                                               |  |  |       |  |  |                                               |  |  |                                               |  |